# 3865 Lindbloom
3865 Lindbloom (1988 AY4) là một tiểu hành tinh vành đai chính được phát hiện ngày 13 tháng 1 năm 1988 bởi H. Debehogne ở Đài thiên văn Nam Âu.